# 西双版纳总佛寺
西双版纳总佛寺，位于云南省西双版纳傣族自治州景洪市坝吉路28号，是西双版纳巴利语系佛教最高等级的寺院。

## 历史
1990年之前，傣语称该寺为“洼坝吉”，“洼”意为寺院，“坝”意为森林，“吉”是佛陀度过25个雨安居的祗陀林给孤独园的简称，“洼坝吉”的意思是像祗陀林给孤独园一样的森林道场。相传该寺是自缅甸前来弘法的两位巴利语系佛教僧人于7世纪中期发心兴建，是西双版纳最早建立的巴利语系佛教寺院之一。据说建于615年。傣文史籍《佛陀之教史话》载：“朱腊沙哈（西双版纳地区使用的历法）前23年（即公元615年），西双版纳地区建盖第一所佛寺‘洼坝吉’（即西双版纳总佛寺前身）。之后，各地的佛寺、佛塔才陆续建立。”
13至14世纪，该寺被西双版纳宣慰确立为西双版纳最高等级佛寺，是发布全境性佛事活动、昭示批准高级僧职晋升、举办新任宣慰使和各勐土司宣誓仪式的场所，也是西双版纳的宣慰（西双版纳最高统治者“召片领”，傣语意为“土地之王”）和属下各勐土司头人拜佛、各地佛寺住持朝拜的场所。
西双版纳傣族几乎每个村寨都有佛寺。其佛寺分四个等级：最低一级是各村寨的佛寺；上一级是由4所以上村寨佛寺组成的中心佛寺“布萨堂佛寺”；再上一级是十二版纳各一个的“拉扎坦”总寺，负责管辖各中心佛寺；最高一级就是景洪的“拉扎坦大总寺”即该寺，统辖西双版纳的近六百座佛寺。
该寺历史上多次损毁和修复，文革中遭到彻底毁灭。改革开放后，在云南省佛教协会会长刀述仁居士倡导下，经中共云南省委、云南省人民政府、中共西双版纳傣族自治州委、西双版纳傣族自治州人民政府和云南省佛教协会支持，由云南省佛教协会和西双版纳傣族自治州人民政府共同出资30万元人民币恢复重建，1989年2月14日动工，这是该寺第四次重建。1990年5月竣工。1990年5月6日至8日举行开光法会，全州佛教界人士及一万多名信徒参加。同时，西双版纳傣族自治州佛教协会移锡总佛寺，恢复了该寺在西双版纳佛教界的地位及社会属性。1990年6月18日，中国佛教协会会长赵朴初为洼坝吉佛寺更名为“西双版纳总佛寺”，并亲笔题写寺名。2001年11月12日，西双版纳总佛寺举行新建僧寮“聚缘楼”落成典礼。
1989年总佛寺恢复重建后，仅有大殿和僧寮（为住宿、教学、办公一体化）。大殿面积偏小，且大殿屋顶多处漏雨。在徐军居士发心捐献243万元人民币后，对西双版纳总佛寺重新规划修建，2009年2月20日举行了重建奠基，这是该寺第五次重建。新规划重建的总佛寺主体建筑由大殿、戒堂、阿戛牟尼舍利塔、钟楼、鼓楼、僧寮、长老寮、迎宾楼、斋堂以及高约7.9米的立佛等组成，各主体建筑都按傣族传统建筑风格修建。总佛寺占地面积约3000平方米，建筑面积约1000平方米。2012年11月竣工。2012年12月12日，总佛寺大雄宝殿、福顺楼、鼓楼落成开光庆典启动仪式举行。
重建后的西双版纳总佛寺是云南省佛教协会南传佛教工作委员会、西双版纳傣族自治州佛教协会、景洪市佛教协会、云南佛学院西双版纳分院驻会和办公的场所。
2014年6月11日，万达西双版纳国际度假区举行西双版纳总佛寺禅修堂奠基仪式，邀请了当地佛教僧侣为奠基仪式做了洒净，为佛塔的开工培土。西双版纳总佛寺禅修堂位于万达西双版纳国际度假区内。

## 建筑

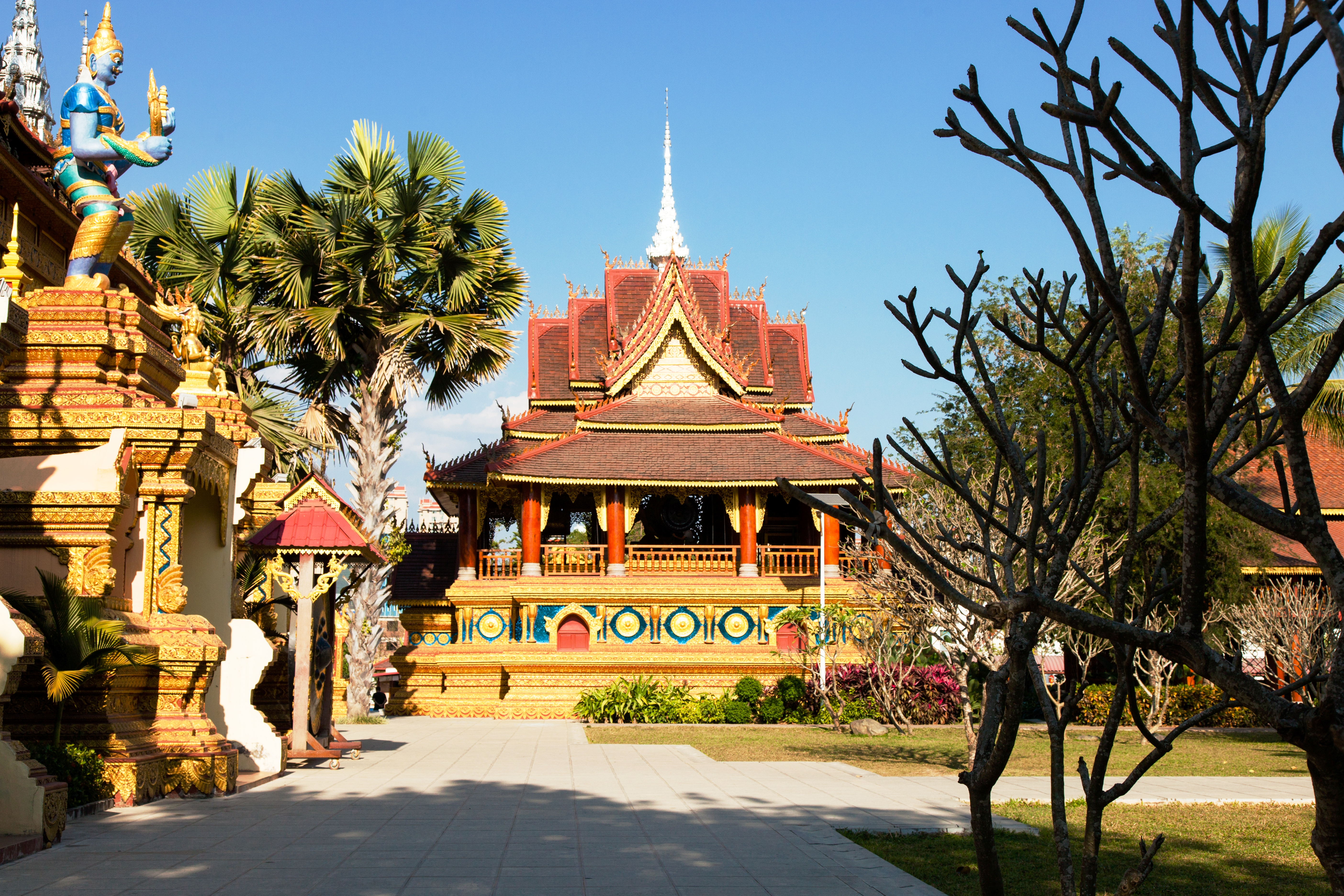
左为大雄宝殿南立面，中为鼓楼背面（西面）

西双版纳总佛寺位于曼听公园附近，为一矩形大院，坐西南朝东北。主要建筑有：
- 南门（大门）：位于坝吉路北侧，寺院正南的围墙中间，三个门洞，中门上方有“西双版纳总佛寺”匾额，匾额为傣文、汉文写成，上方为傣文，下方为赵朴初题写的“西双版纳总佛寺”。
- 北门：位于戒堂西北，坐南朝北，三个门洞，无围墙连接，是点景建筑。
- 大雄宝殿（傣语“雄罕”）：位于正中，坐西朝东[7]。共两层，一层是钢筋混凝土粘贴水泥制佛寺传统雕花图案，二层采用西双版纳佛寺木建筑风格[4]。面阔五间，进深九间。大殿二层东门前是宇厦，下有台阶通向地面，殿门上方悬傣文和汉文“大雄宝殿”匾额。走上台阶进入殿内，红色圆形木柱分立殿厅两侧。殿厅内尽头有供佛像的上下两台基座。基座上台正中供奉一尊释迦牟尼金像。金像左右及前方供奉多尊高不足1米的佛像。基座下台供多尊佛像。殿厅下方为一层大厅，正中供奉一尊竹编佛，高约5米，是西双版纳现有最高的竹佛，2015年由法住禅林请缅甸高僧都波温香（又称威马拉波迪（Vimalabodhi）尊者）编制而成，这位缅甸尊者曾发愿要编108尊竹佛，总佛寺的这尊竹佛是他编成的第73尊。竹编佛左右两侧有多尊金身佛像[8]。大雄宝殿一层南北两侧各开三个门，南侧中门上方挂有汉文“爱国利民”匾额；东侧在台阶下南北各开一个门；西侧二层也有台阶通向地面，台阶南北两侧一层各开一门。总计一层开十个门（南北各三个，东西各两个），每个门上方各有一尊护法神像，各在一座2017年建成的银色小亭内。西双版纳地区傣族佛寺大殿顶部的塔状金属饰物，傣语称“萨帕”，代表天界，两端的鸱吻圈定了天界的范围；两侧屋脊上的火焰状瓦饰称“密打”，垂脊上的卷叶纹状瓦饰称“密来”，象征云彩；戗脊首端一般装有胸部镶有小圆玻璃镜子的孔雀或有翼的龙，脊上有狮子、鸭、鱼、人物等瓦饰（陶饰）；歇山顶的山尖下装有镂空的木制悬鱼，山尖屋檐下的板壁上绘有金水图案；以上装饰都象征着进入佛寺就进入了天上的佛国[9]。
- 立佛：大雄宝殿门前台阶下方正东有供台，台上供有金身佛像一尊。
- 戒堂（傣语“波苏”，直译为莲花极顶亭）：位于大雄宝殿东北，平面近似十字形，坐北朝南。
- 阿戛牟尼舍利塔：位于戒堂西南侧，为白色舍利塔，是为松溜·阿嘎牟尼（又译松列·阿嘎牟尼）而建，塔身的牌子上写有傣文和汉文的“松列阿嘎牟尼舍利塔”。
- 钟楼：位于大雄宝殿东北，戒堂东南，坐西朝东，三层亭式建筑。门前有台阶直通二层。一层为基座，三层悬挂一口大钟。
- 鼓楼：位于大雄宝殿东南，二层楼阁式建筑。门前有台阶直通二层。一层为基座。
- 长老寮：位于寺院东北角，戒堂东北，两层，平面为曲尺形，曲尺拐角外侧朝向东北。正门开在内侧拐角处，面对西南方。长老寮西南与戒堂之间的庭院中央有一水池，水池中央为喃托腊尼（土地女神）[10]。
- 福顺楼：即僧寮（傣语“哄暖”），是总佛寺僧侣住房。位于大雄宝殿西北侧，三层，坐西朝东。
- 迎宾楼
- 斋堂：位于大雄宝殿以西，福顺楼南侧，两层，坐西朝东。

## 活动

### 对外交流
西双版纳总佛寺与中国国内佛教界及东南亚、南亚佛教国家间交流频繁。1990年2月17日，上海市佛教协会会长、玉佛寺方丈真禅率团访问西双版纳州佛教协会，这是西双版纳佛教恢复后首批内地佛教参访团。1990年12月20日至27日，全国政协副主席、中国佛教协会会长赵朴初在总佛寺主持召开中国南佛上座部佛教工作座谈会，并为西双版纳总佛寺题词。2002年4月23日，上海市佛教协会会长、玉佛寺方丈觉醒来访。2003年4月16日，福建省佛教协会常务副会长、鼓山涌泉寺方丈普法来访。2007年11月14日，台湾佛光山星云来访并种下一株菩提树。
1990年5月17日，根据中国佛教协会同泰国方面的协议，派送都罕听等10名沙弥留学泰国帕布达般丹帕寺。1990年1月16日，泰国布达般丹帕寺阿章艮罕大长老率团访问西双版纳州佛教协会，并赠1尊佛像，这是改革开放后泰国首个访问西双版纳的佛教团。1993年3月3日至4日，泰国诗琳通公主访问西双版纳，4日到访总佛寺并种一株菩提树。泰国皇家为庆祝普密蓬国王72岁寿辰，特向总佛寺御赐袈裟那衣，并捐26.2万元人民币建造总佛寺戒堂。1993年6月30日，泰国僧王颂绿·帕映纳旺讪旺智护尊者到访总佛寺并种两株贝叶树。1998年10月29日，泰国王姐干拉雅妮·瓦塔娜公主到访总佛寺参加戒堂落成开光法会。2010年11月3日，世界佛教徒联谊会主席、泰国红十字会秘书长鹏·旺纳麦提一行奉泰国国王普密蓬派遣，到总佛寺捐一尊金身佛像并布施袈裟，当时世界佛教徒联谊会为纪念泰国国王普密蓬80岁寿辰共铸19尊素可泰金身佛像，并将佛像分别供奉在19个国家和地区的重要场所，其中赠送中国5尊，分别供奉在北京灵光寺、上海静安寺、西双版纳总佛寺、陕西法门寺、大慈恩寺。2005年10月26日，总佛寺举行恭迎斯里兰卡菩提圣树法会。1998年10月31日，参加中、日、韩佛教友好交流委员会北京会议的日本代表11人，在中国佛教协会副会长兼秘书长刀述仁陪同下访问总佛寺。2002年2月8日，老挝总理本扬·沃拉吉到访总佛寺。2014年11月1日，泰国前总理英拉和他信抵达西双版纳，在总佛寺拜佛。

### 佛事活动
1998年4月14日，西双版纳总佛寺举行首次浴佛迎新年法会，该活动此后成为总佛寺每年一度的迎新法会。2003年4月14日，浴佛迎新年法会被州政府纳入傣历新年节活动内容。2001年10月2日，总佛寺首次举办解夏托钵化缘活动。
2004年1月29日至31日，总佛寺举行都龙庄比丘晋升“祜巴”仪式法会，来自缅甸、老挝、泰国及中国国内的高僧和信众数万人参加。都龙庄由此晋升为祜巴龙庄勐。
2016年2月17日至19日，由云南省佛教协会、中国社会科学院世界宗教研究所主办，西双版纳傣族自治州佛教协会、西双版纳总佛寺承办的首届南传佛教高峰论坛暨帕祜巴和帕松列升座庆典法会在西双版纳总佛寺举行。其中2月19日举行了升座庆典法会。此次升座的高僧共六位：祜巴龙庄勐升为帕松列、西滴看堂升为帕祜巴、玛哈香升为帕祜巴、都香达升为帕祜巴、都炳升为帕祜巴、都罕听升为帕祜巴。此次升座庆典是继1956年之后规模最大的一次。中国佛教协会副会长、云南省佛教协会副会长、西双版纳总佛寺住持祜巴龙庄勐由此晋升为帕松列龙庄勐。
2017年2月4日，总佛寺举行177位少年出家法会，这是改革开放后，总佛寺首次举办大型少年出家活动。

### 文化活动
2004年2月1日，“西双版纳康朗协会”在总佛寺成立，会员主要由曾在总佛寺出家后来还俗的“康朗”共23人组成。2007年4月13日，该协会换届并更名为“西双版纳保护傣族传统文化协会”，吸收僧人及其他所有热爱傣族文化的人员参加。2005年，在联合国教科文组织支持下，保护西双版纳佛教寺院传统装饰艺术和建筑工艺的“基那利”项目在西双版纳实施。
1998年3月5日，由西双版纳州佛教协会和中国科学院西双版纳热带植物园共同组建的西双版纳傣族自治州宗教植物文化协会获批准，同年6月16日在总佛寺挂牌成立。
1996年，西双版纳总佛寺成立新星乐队，1997年4月发行首张西双版纳现代傣语歌曲专辑，开创了西双版纳现代傣语歌曲的先河。1998年7月新星乐队更名“傣家乐”乐队，2000年4月发行1张专辑。2002年，“傣家乐”乐队自总佛寺独立，更名为“盛太乐”乐队。2007年，部分人员从“盛太乐”乐队分出，成立“星王”乐队。2011年，又有部分人员从“盛太乐”乐队分出，成立“星光傣”乐队。

### 慈善事业
2003年7月26日，在总佛寺住持祜巴龙庄勐倡导下，西双版纳佛光之家成立。前身是联合国儿童基金会支持的“希望帮助”项目，项目结束后，发展为向公众普及艾滋病防治知识并救助艾滋病病毒感染者、病人及因艾滋病致孤致困人群、家庭的非盈利民间组织。

## 历任住持
- 松溜·阿嘎牟尼（1936年—1969年）
- 帕松列龙庄勐（1993年—）